# کیاسمای بینایی
کیاسمای بینایی یا چلیپای بینایی (به انگلیسی: Optic Chiasm) بخشی از مغز است که اعصاب بینایی در آنجا تقاطع دارند. این بخش، در کف مغز، بلافاصله تحت هیپوتالاموس (در قسمت تحتانی نسبت به هیپوتالاموس) قرار دارد.

## واژه‌شناسی
کیاسما به یونانی:χίασμα به معنای «قطع کردن، تقاطع» است، که از ریشه χιάζω به معنای «علامت گذاری با χ» می‌آید. در متون دانشگاهی Chiasm را معمولاً کیاسما می‌نویسند؛ تلفظ انگلیسی این واژه یونانی کایازما است. چلیپا که فرهنگستان زبان فارسی برای این معنی برگزیده در فارسی به معنی صلیب است.

## کارکرد
کاردکرد چلیپای بینایی برای نگاشت تصاویر سمت راست و سمت چپ نیمکره‌های راست و چپ مغز است؛ به نحوی که تصاویر دریافتی از دو چشم در نواحی رویهم رفته مغز بیفتند. (شکل ۲)

## تنوع زیستی
چلیپای بینایی در تمام مهره‌داران یافت می‌شود، گرچه که در دهان‌گردان (مکنده‌ماهی و بی‌فک‌ماهی)، این بخش درون خود مغز قرار دارد.
کیاسمای بینایی مهره‌داران از خط مرکزی بدن عبور می‌کند؛ در حالی که در برخی بی‌مهرگان چنین نیست.

## نگاره‌های بیشتر

طرح‌واره‌ای که اتصالات مرکزی اعصاب بینایی و مسیرهای نوری را نشان می‌دهد.
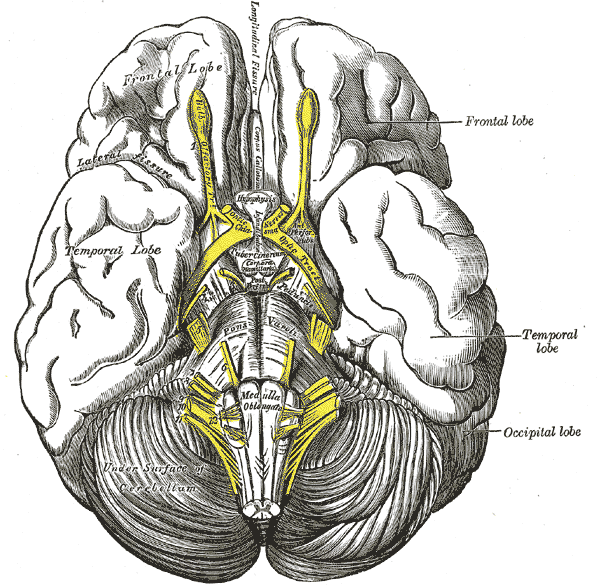
مغز از دید زیرین، که در آن کیاسمای بینایی به رنگ زرد، در وسط تصویر قابل رؤیت است.
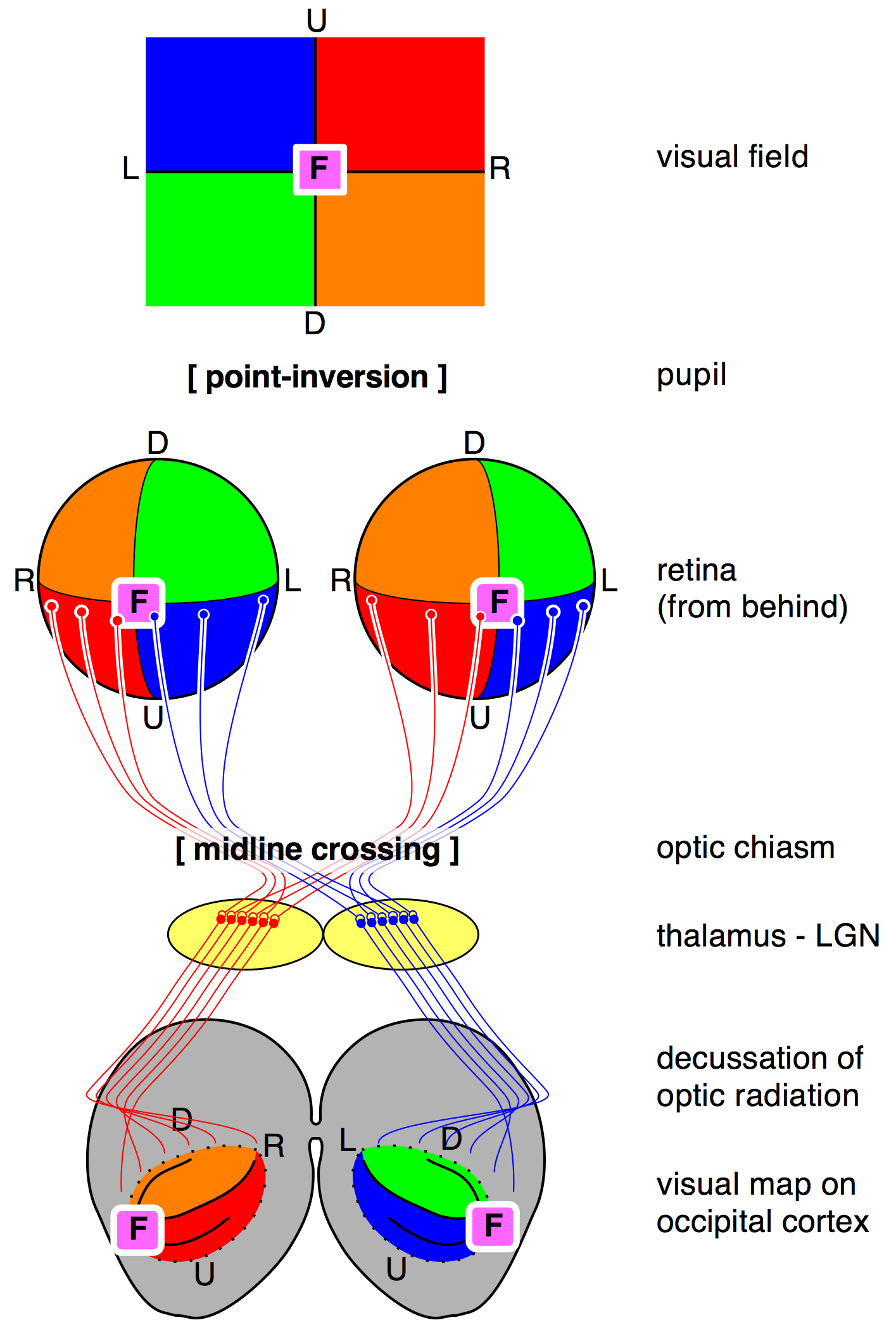
شکل ۲: تبدیلات میدان بینایی بسمت نقشه بینایی، روی قشر بینایی اولیه.
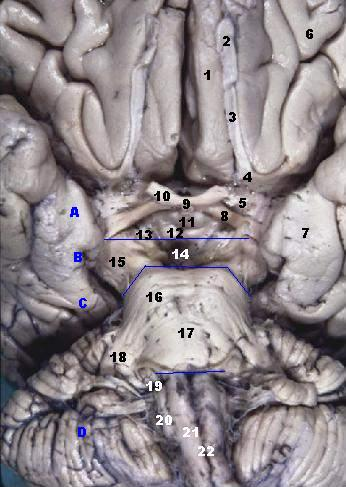
مغز و ساقه مغزی از دید زیرین.
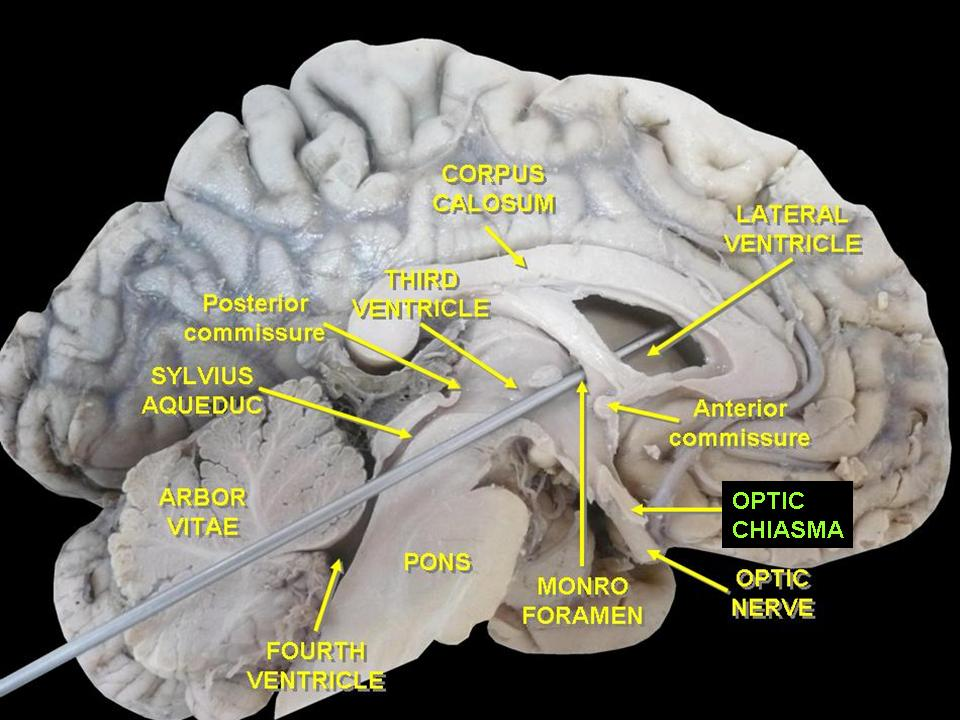
نیم‌کره چپ مغز از یک جسد، که کیاسمای بینایی در آن برچسب زده شده.
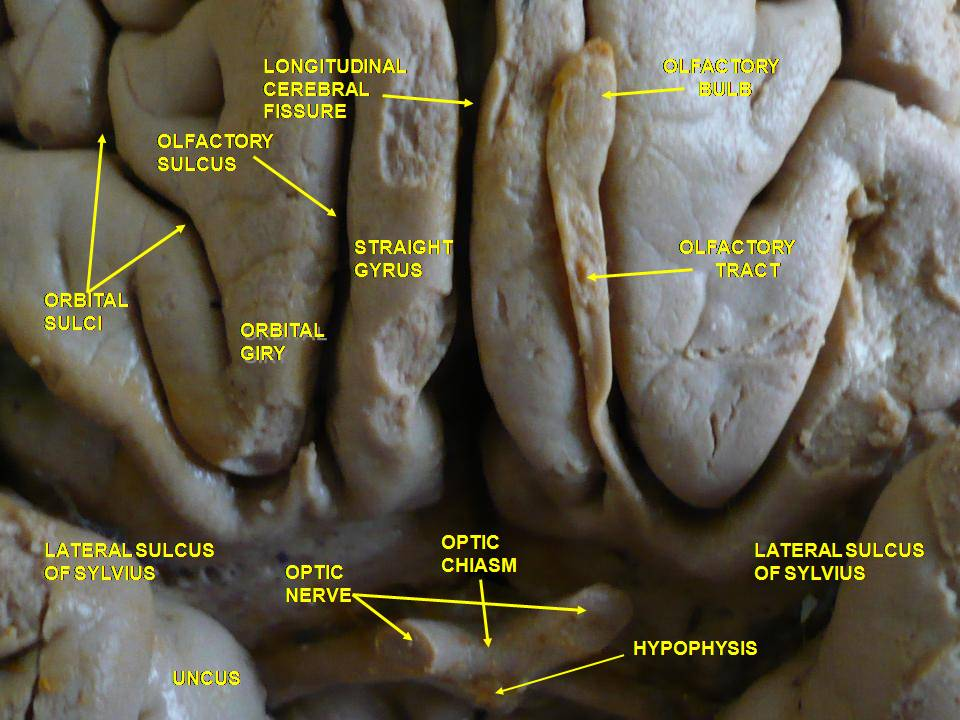
مخ، نمای تحتانی، تشریح عمیق.
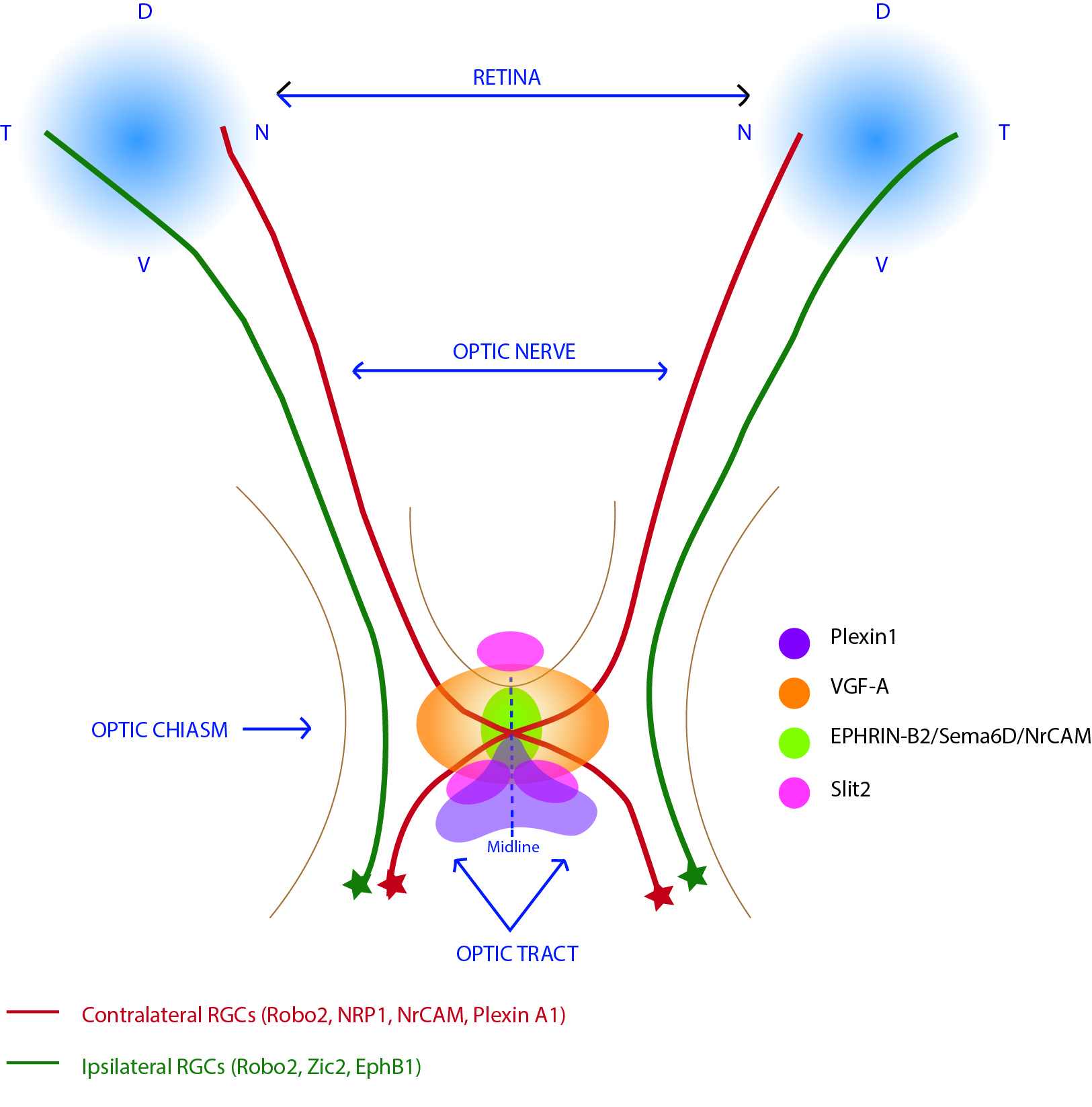
هدایت تقاطع و عدم-تقاطع آکسونی، طی تکوین.

## ارجاعات
1. ↑  «دانلود مقالات ISI عصب بینایی: 320 مقاله isi انگلیسی + ترجمه فارسی». daneshyari.com. دریافت‌شده در ۲۰۲۱-۱۲-۰۸.
2. ↑  شیوا, خضری; سپیده, صمدی; فاطمه, رحمانی; سپیده, تربالی (1394-01-01). "بررسی مولکولی اثر پروژسترون بر کیاسمای بینایی موش صحرایی نر پس از القای دمیلیناسیون با اتیدیوم بروماید". 25 (133): 206–217. {{cite journal}}: Cite journal requires |journal= (help); Check date values in: |date= (help)
3. ↑  فرشته, پورعبدالحسین; محمد, جوان; سیدجواد, میرنجفی زاده; سمانه, دهقان; محمدامین, شرافت; صباح, مظفری; ابوالحسن, احمدیانی (1389-01-01). "پروتئین کیناز C مهار بازسازی میلین در دمیلیناسیون موضعی القا شده در کیاسمای بینایی موش را میانجی گری می‌کند". 14 (456): 370–379. {{cite journal}}: Cite journal requires |journal= (help); Check date values in: |date= (help)
4. ↑  فیزیولوژی گایتون-هال، ترجمه فرخ شادان، صفحه ۱۰۳۲–۱۰۲۸ شابک ‎۹۷۸−۹۶۴−۴۰۹−۱۸۴−۱.
5. ↑  برابر فرهنگستان زبان فارسی
6. ↑  Colman, Andrew M. (2006). Oxford Dictionary of Psychology (2nd ed.). Oxford University Press. p. 530. ISBN 978-0-19-861035-9.
7. ↑  Bainbridge, David (30 June 2009). Beyond the Zonules of Zinn: A Fantastic Journey Through Your Brain. Harvard University Press. p. 162. ISBN 978-0-674-02042-9. Retrieved 22 November 2015.
8. ↑  de Lussanet, Marc H.E.; Osse, Jan W.M. (2012). "An ancestral axial twist explains the contralateral forebrain and the optic chiasm in vertebrates". Animal Biology. 62 (2): 193–216. arXiv:1003.1872. doi:10.1163/157075611X617102. ISSN 1570-7555.

- مشارکت‌کنندگان ویکی‌پدیا. «Optic Chiasm». در دانشنامهٔ ویکی‌پدیای انگلیسی.

## پیوندهای بیرون
- "Anatomy diagram: 13048.000-1". Roche Lexicon - illustrated navigator. Elsevier. Archived from the original on 2014-11-07.